# San-Juan-Gebirge
Das San-Juan-Gebirge (englisch San Juan Mountains) ist eine zerklüftete Bergkette der Rocky Mountains. Es erstreckt sich vom nördlichen Teil des US-Bundesstaates New Mexico auf mehr als 250 km Länge bogenförmig bis in den südwestlichen Teil von Colorado. Das Gebirge ist vulkanischen Ursprungs und reichhaltig an Mineralien (siehe auch La-Garita-Caldera).
Das südliche Ende des San-Juan-Gebirges liegt im neumexikanischen Verwaltungsbezirk Rio Arriba am Abiquiu-Reservoir, einem kleinen Wasserspeicher des Rio Chama – rund 80 km vor der Bundesgrenze zu Colorado und etwa 130 km nördlich der Stadt Albuquerque. Der Rio Chama trennt es im Süden vom San-Pedro-Gebirge, während im Osten der Rio Grande (Rio Bravo) und das San Luis Valley die Grenze zum Sangre-de-Cristo-Gebirge bilden. Der in New Mexico gelegene Teil des Gebirges ist ein dicht bewaldeter und zum Carson National Forest erklärter Höhenzug, der selten mehr als 3000 Meter Höhe erreicht. Die höchsten Berge liegen allesamt in Colorado; an der Spitze Uncompahgre Peak (4361 m), Mount Wilson (4342 m) und Mount Sneffels (4312 m). Auf rund 50 km reiht sich hier jedoch eine Spitze an die andere und selten werden 4200 Meter unterschritten.
Das Zentrum des San-Juan-Gebirges – überwiegend zum San Juan National Forest erklärt – bietet ein sehr vielfältiges Erscheinungsbild. Es besteht überwiegend aus einer dicht bewaldeten Bergregion mit vielen kleinen Flüssen und Seen, die Camper, Wanderer und Wassersportler gleichermaßen anzieht. An vielen Stellen im östlichen Teil, nordwestlich des San Luis Valley, präsentiert sich die San-Juan-Kette in ihren Tälern dagegen als wüstenähnliche Gebirgslandschaft.